# Bachmüller
Bachmüller ist ein deutscher Familienname.

## Herkunft und Bedeutung
Bachmüller ist ein Berufsname für einen Müller, dessen Mühle sich an einem Bach befindet.

## Namensträger
- Tobias Bachmüller (* 1957), deutscher Unternehmer (Katjes)